# Palau Nacional (Mèxic)
El Palau Nacional, situat al centre de la ciutat de Mèxic, és un palau construït el segle xvi, i que funcionà com a residència i oficina del virrei de la Nova Espanya, i posterior a la independència de Mèxic, com la seu oficial dels poders executiu i legislatiu de la república durant el segle xix.
Construït sobre les ruïnes del palau de l'emperador asteca Moctezuma II, va servir com a residència d'Hernán Cortés i posteriorment dels virreis de la Nova Espanya. Durant el primer i segon Imperi Mexicà, fou conegut com a Palau Imperial. Tot i que ja no és la residència ni l'oficina del president de Mèxic, la qual s'ha traslladat a Los Pinos, el Palau Nacional encara és la seu del Ministeri d'Hisenda. La seu del poder legislatiu, el Congrés de la Unió, en l'actualitat és el Palau de San Lázaro. El Palau Nacional també alberga diverses galeries, jardins, sales i murals de Diego Rivera. A principis del segle xx, el president Porfirio Díaz va traslladar al Palau Nacional la campana de l'església del poble de Dolores Hidalgo, Guanajuato que va tocar el mossèn Miguel Hidalgo y Costilla la nit del 15 de setembre de 1810 per declarar la independència de Mèxic. Des d'aleshores, cada any, la nit del 15 de setembre, el president en funcions a Mèxic toca la campana, instal·lada a la façana del Palau Nacional, en remembrança de la declaració d'independència.